# ウォーター・サルート

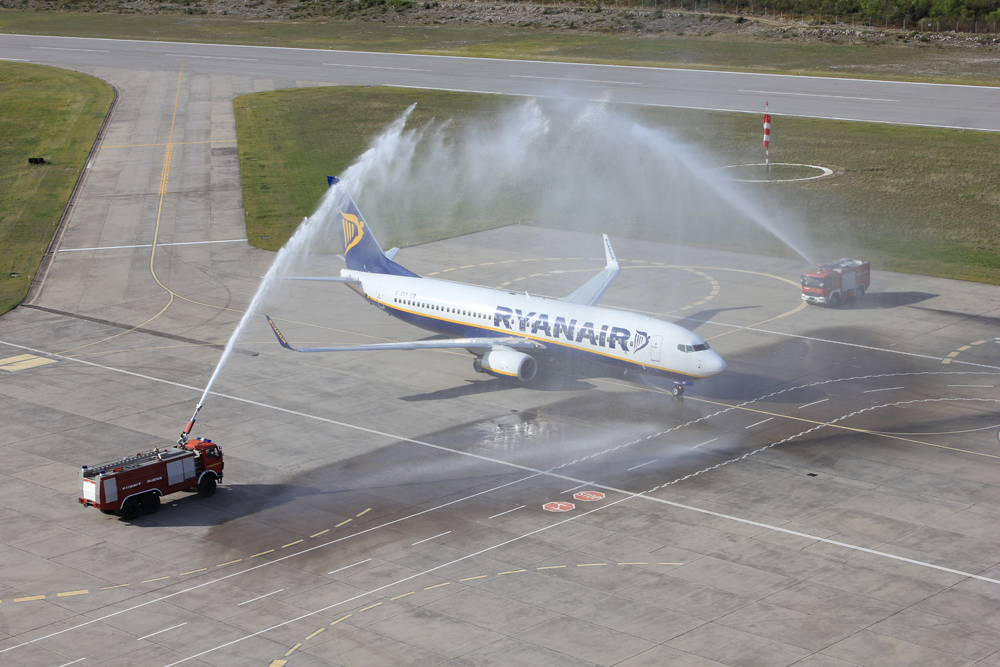
2011年、クロアチアのに到着したライアンエアーの初便に対して行われたウォーター・サルート

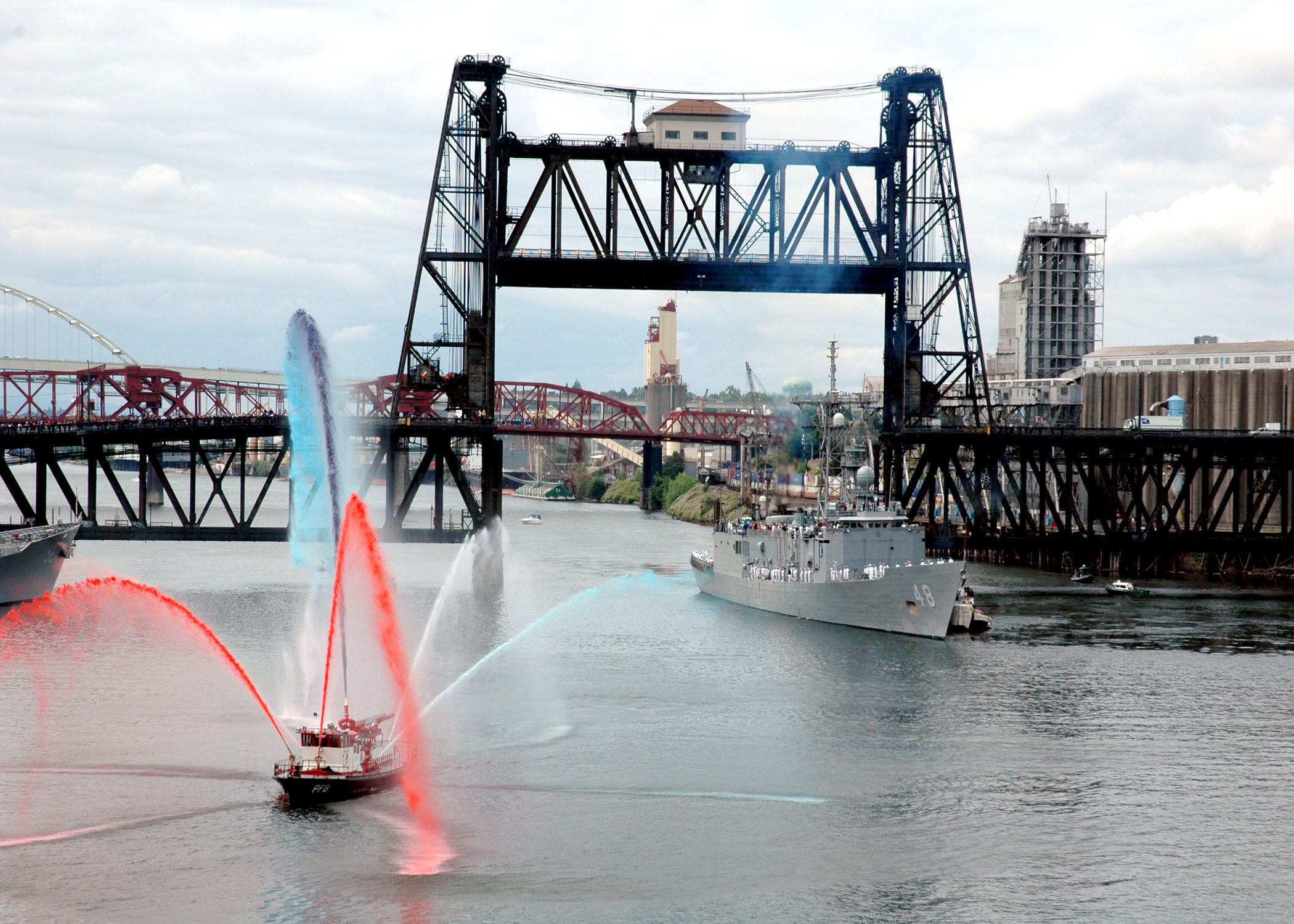
ポートランドのにて、ヴァンデグリフトに対してウォーター・サルートを行う消防艇

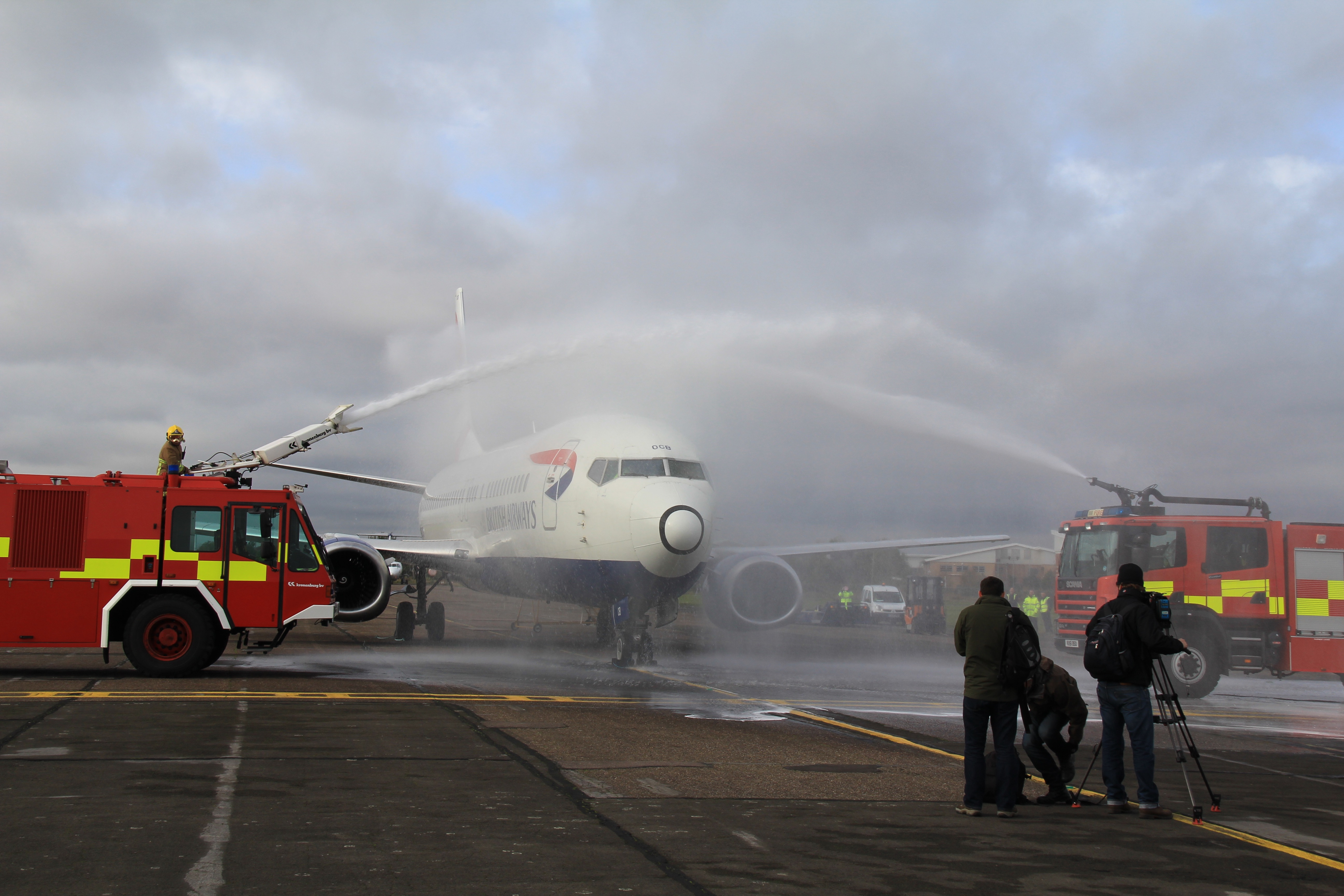
保存のために寄贈されたクランフィールド大学にてウォーター・サルートを受けるボーイング737-400（機体記号：G-DOCB）

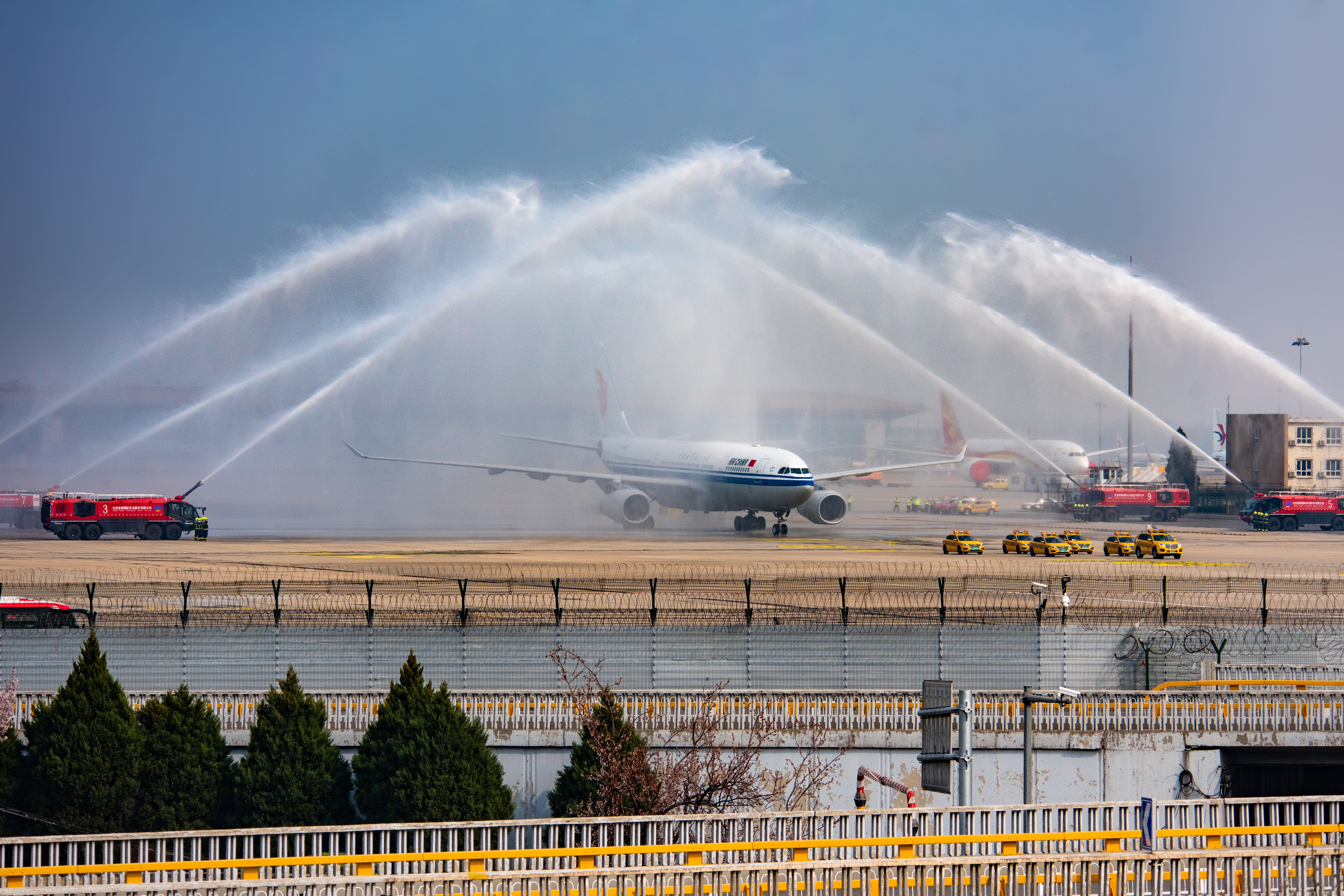
2020年3月31日北京首都国際空港にて、COVID-19のパンデミックのために湖北省に派遣されていた医療チームの帰還を迎える水門礼

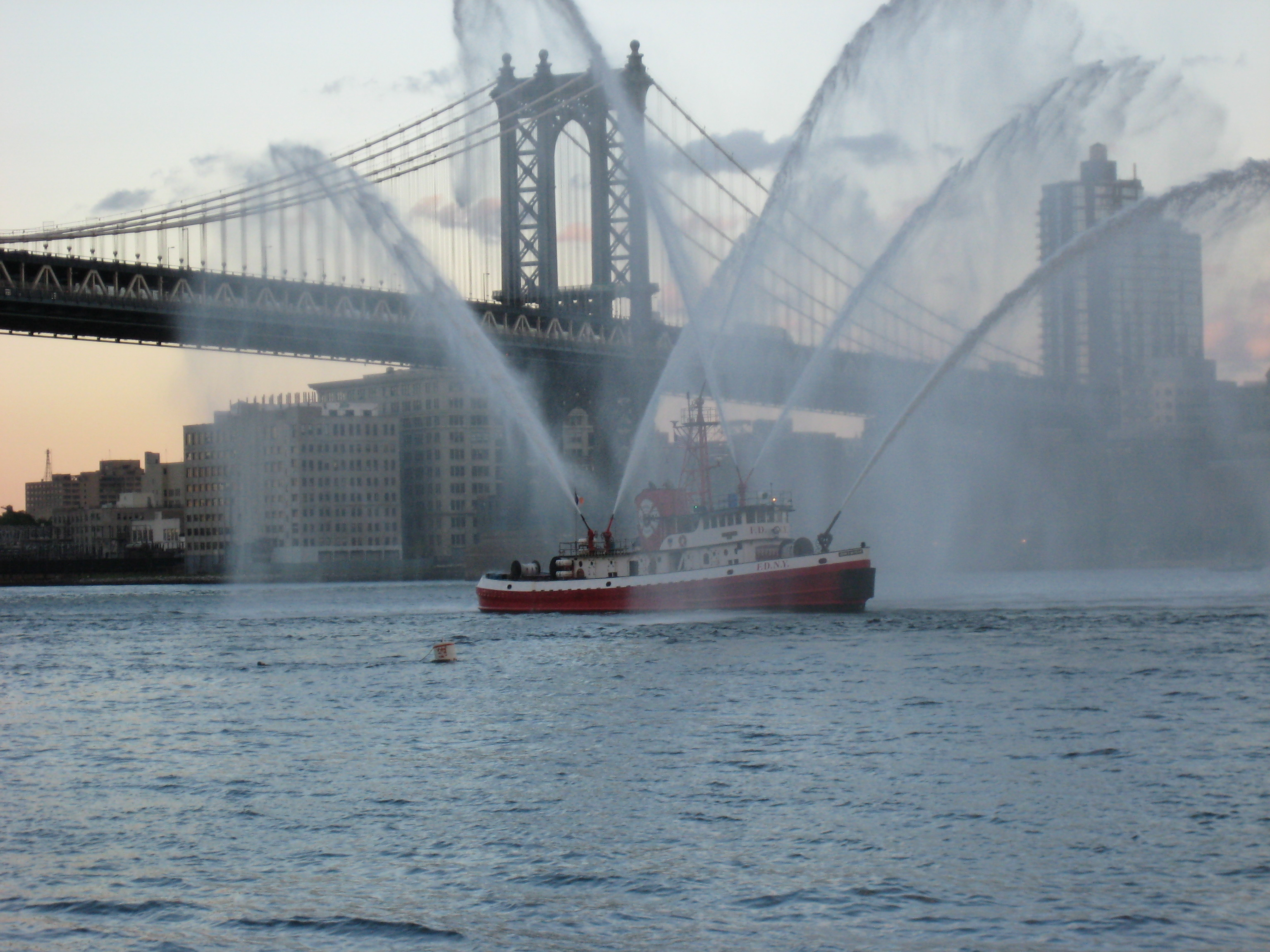
2008年、ブルックリン橋完成125周年を祝ってウォーター・サルートを行うニューヨーク市消防局の消防艇

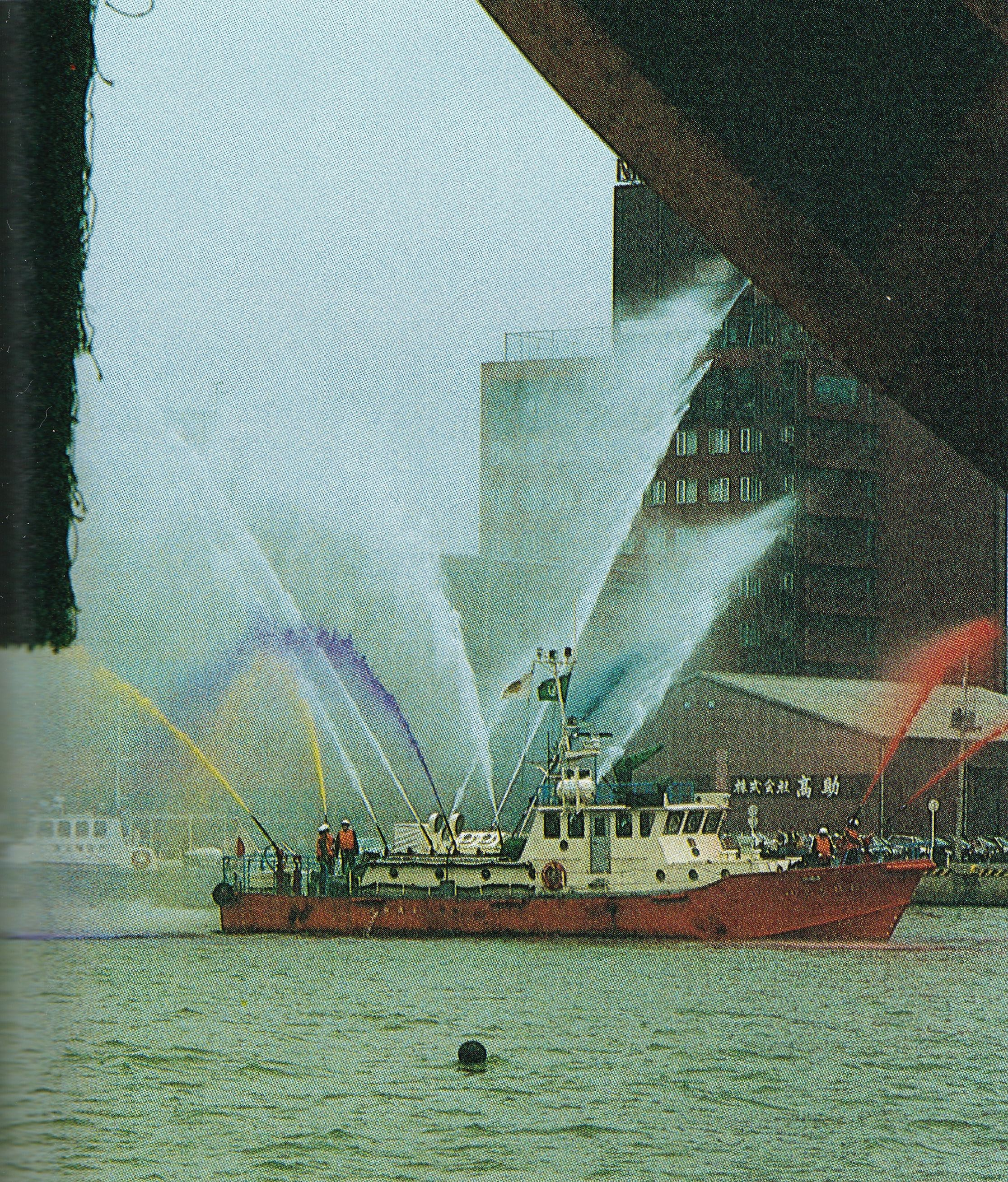
1986年6月、新潟港の消防艇により、当時寄港した復元北前船「辰悦丸」へ向けて行われた7色のウォーター・サルート（歓迎放水）

ウォーター・サルート（水門礼）は敬意や歓迎を表するために消防車両などによって行われる儀礼的な放水である。
空港にて行われる際は、誘導路やエプロンの脇に偶数台の消防車両を航空機の進行方向に対して垂直に並べ、放水によって作られた水のアーチの下を航空機が通過する、という形を取るのが一般的である。
ウォーター・サルートは、古参のパイロットや航空管制官の引退、空港における航空会社の最初あるいは最後のフライト、その型の航空機の最初あるいは最後のフライト、その他重要なイベントを記念して行われる。例えば、コンコルドがジョン・F・ケネディ国際空港からの最後のフライトを行った際には、青、白、赤の三色でもって放水が行われた。その他のイベントの例としては、ドナルド・トランプが2016年の大統領選挙で勝利した後、ワシントンD.C.に向かう際にラガーディア空港で行われたものなどが挙げられる。
また、ウォーター・サルートは船舶に対して行われることもあり、その場合は消防艇によって放水される。これも、古参の船長の最初または最後の訪問や引退、その船の最初または最後のクルーズ、軍艦の訪問、その他の祝典の際にしばしば行われる。

## 参考
1. ↑  “国航来赴"春天的约定" 接运北京援鄂医疗队回家” (中国語). People.cn. (2020年3月31日) 2020年3月31日閲覧。
2. ↑  “End of an era for Concorde” (英語). (2003年10月24日) 2020年2月13日閲覧。
3. ↑  “Pres-Elect Trump's Plane Gets 'Water Salute' on Way to D.C.”. Fox News Insider. (2016年11月10日) 2020年2月13日閲覧。